# برومفيناك
«برومفيناك» هو مضاد التهاب لا ستيرويدي كان يستخدم في علاج التهاب المفاصل وكمسكن وخافض حرارة.
ألغي استخدامه في الولايات المتحدة في عام 1998 بسبب أعرض جانبية تشمل التهاب كبد حاد وفشل الكبد (في بعض الحلات قد يحتاج لزراعة عضو).